# 费尼莫尔·查特顿

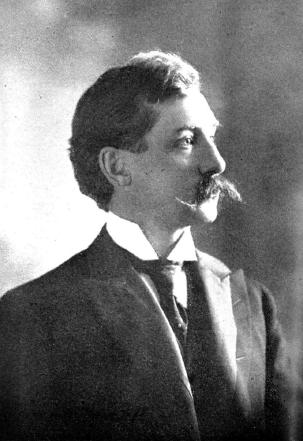
费尼莫尔·查特顿

费尼莫尔·查特顿（Fenimore Chatterton）（1860年7月21日—1958年5月9日），美国政治人物，共和党人。曾担任怀俄明州州长，时间为1903年4月28日至1905年1月2日，为第6任州长。

## 生平
1860年7月21日，费尼莫尔·查特顿生于美国纽约州奥斯威戈县。1892年,毕业于密歇根大学。1958年5月9日去世，享年97岁，葬于怀俄明州夏延。